# Gobiopterus chuno
Gobiopterus chuno är en fiskart som först beskrevs av Hamilton 1822.  Gobiopterus chuno ingår i släktet Gobiopterus och familjen smörbultsfiskar. IUCN kategoriserar arten globalt som otillräckligt studerad. Inga underarter finns listade i Catalogue of Life.